# Pawieł Ledniow
Pawieł Sierafimowicz Ledniow (ros. Павел Серафимович Леднëв, ur. 25 marca 1943 w Gorkim, ob. Niżny Nowogród, zm. 23 listopada 2010 w Moskwie) – radziecki pięcioboista nowoczesny, mistrz olimpijski i mistrz świata.
Ledniow występował czterokrotnie na Igrzyskach Olimpijskich (1968, 1972, 1976, 1980), zdobywając 2 złote (w drużynie 1972 i 1980), 2 srebrne (indywidualnie w 1976, w drużynie w 1968) i 3 brązowe medale olimpijskie (indywidualnie w 1968, 1972 i 1980). Na mistrzostwach świata zdobył łącznie 12 medali, w tym 4 złote indywidualnie i 2 złote w drużynie.